# Corpo de Engenharia do Exército dos Estados Unidos
O Corpo de Engenharia do Exército dos Estados Unidos (em inglês:  United States Army Corps of Engineers, USACE) é o ramo de engenharia militar do Exército dos Estados Unidos. Uma unidade de subordinação direta, tem três áreas de missão principais: Regimento de Engenharia, construção militar e obras civis. A USACE tem cerca de 37.000 funcionários civis e militares, sendo divididos em aproximadamente 34.600 civis e 650 militares, o que a torna uma das maiores agências públicas de engenharia, projeto e gerenciamento de construção do mundo.